# Hạc Bích
Hạc Bích (tiếng Trung: 鹤壁市) là một địa cấp thị thuộc tỉnh Hà Nam, Cộng hòa Nhân dân Trung Hoa. Hạc Bích giáp An Dương về phía bắc và Tân Hương về phía nam.

## Các đơn vị hành chính
Hạc Bích có các đơn vị hành chính gồm quận và huyện sau:

### Các quận nội thành
- Kỳ Tân (淇滨区)
- Sơn Thành (山城区)
- Hạc Sơn (鹤山区)

### Các huyện
- Tuấn (浚县)
- Kỳ (淇县)